# Tennisschläger

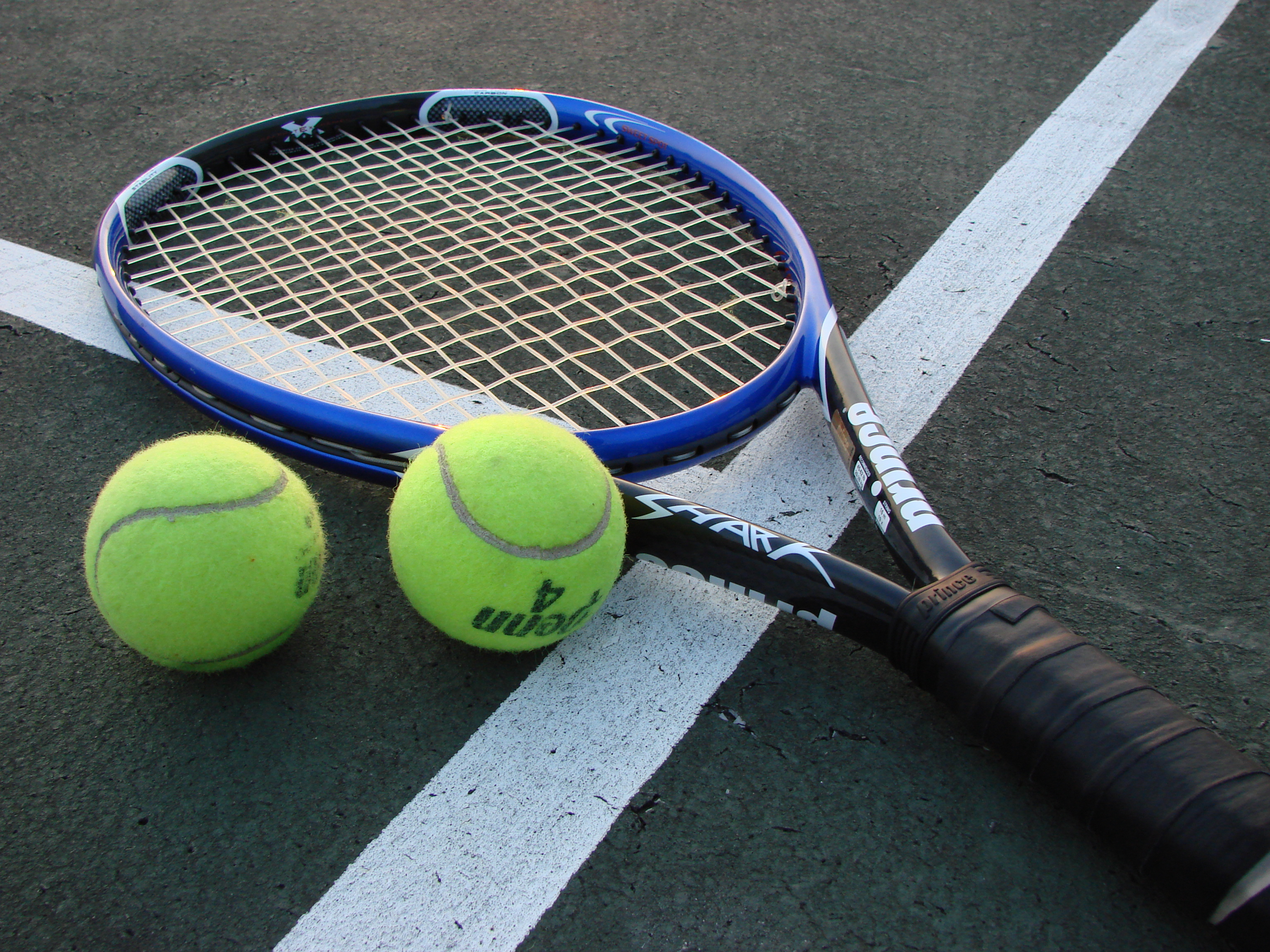
Tennisschläger und Tennisbälle

Der Tennisschläger ist das Spielgerät zum Betreiben des Tennissports. Er wird mitunter auch als Racket (engl.: Schläger) bezeichnet. Der Schläger besteht aus einem Rahmen, der Schlagfläche und einem Griff. Der Teil des Rahmens, der die Schlagfläche umschließt, wird als Kopf bezeichnet, der Übergang zwischen Kopf und Griff heißt Herz.

## Rahmen

### Material
Rahmen aus Holz wurden bis in die 1980er benutzt, meistens geschichtet aus verschiedenen Holzarten, um die Steifigkeit zu variieren. Der seit 1932 in England produzierte  Dunlop Maxply errang während 50 Jahren Kultstatus. In den 1960ern kamen die ersten Metallschläger auf den Markt. Sie bestanden aus Aluminium oder Stahl, später aus Kombinationen beider Metalle. In den 1970ern wurde auch glasfaserverstärkter Kunststoff (GFK) verwendet, später dann kohlenstofffaserverstärkter Kunststoff (CFK), der den großen Vorteil hat, sowohl leicht als auch steif zu sein. Viele Schläger sind heute noch aus CFK. Weitere Stoffe wie Keramik, Titan und Aramidfaser (Kevlar, Twaron…) sind ebenfalls bei der Rahmenkonstruktion von Bedeutung. Mittlerweile werden auch Piezofasern in Rahmen eingebaut, damit sogenannte intelligente Schläger konstruiert werden können.
Allerdings ist die Wirkung von Piezofasern, Liquidmetallen, Titan usw. bei vielen Fachleuten strittig, diese Techniken werden von ihnen für reines „Marketinggetöse“ gehalten. Titanpartikel wurden zum Beispiel häufig nur in der Lackierung des Rahmens festgestellt, darunter befand sich pures Graphit. Verstärkt wird die Ansicht dieser Fachleute durch das Verschwinden dieser so beworbenen Serien zumeist bereits nach der ersten Spielsaison.
Entscheidend für die Kraft eines Schlägers sind Rahmenstärke und Rahmenhärte. Je härter der Rahmen ist, desto mehr kinetische Energie kann er an den Ball zurückgeben. Ist der Rahmen dünn und weich, wird die Aufprallenergie geschluckt und nicht wie gewollt wieder an den Ball zurückgegeben.

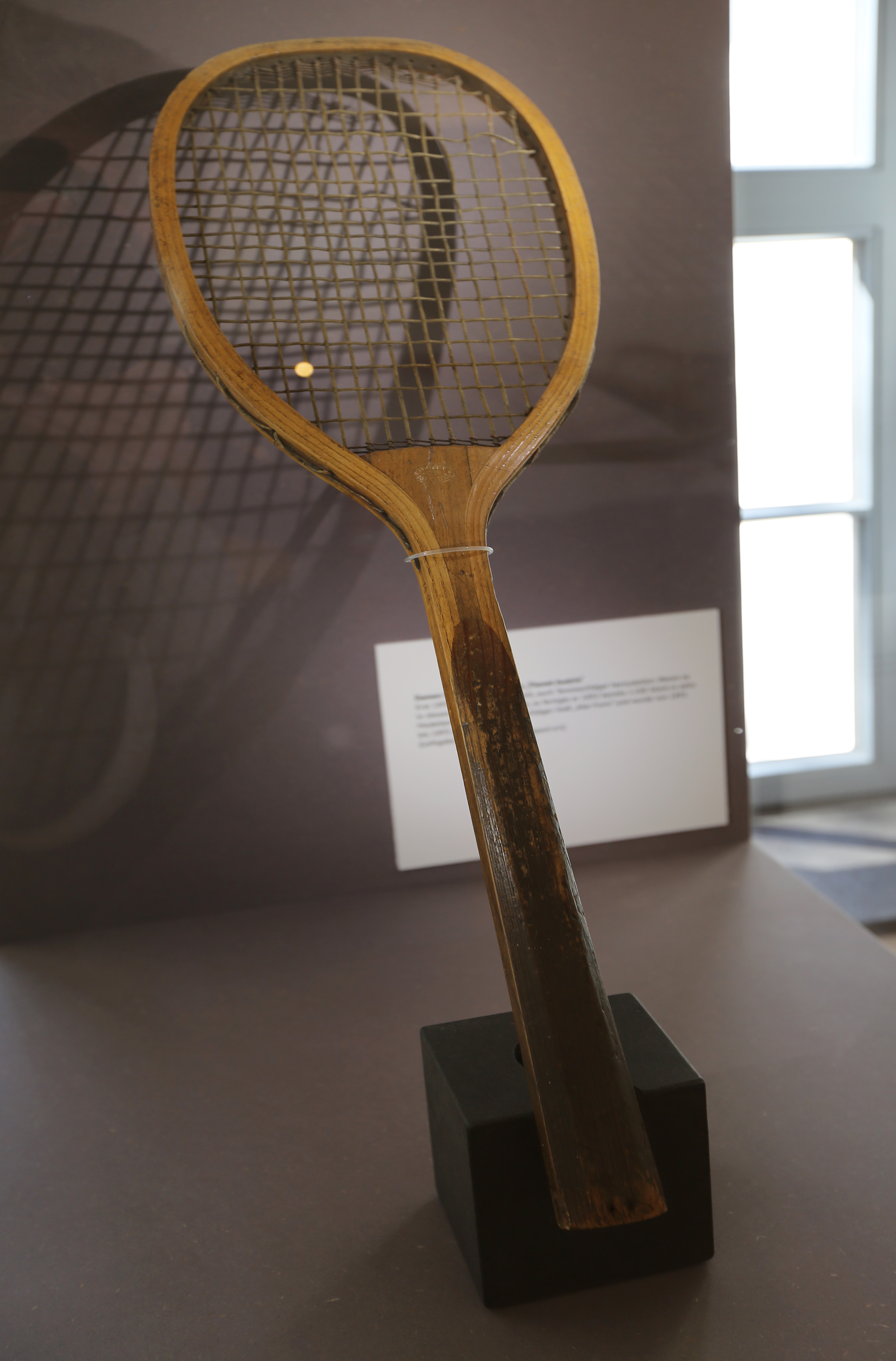
Um die Jahrhundertwende.
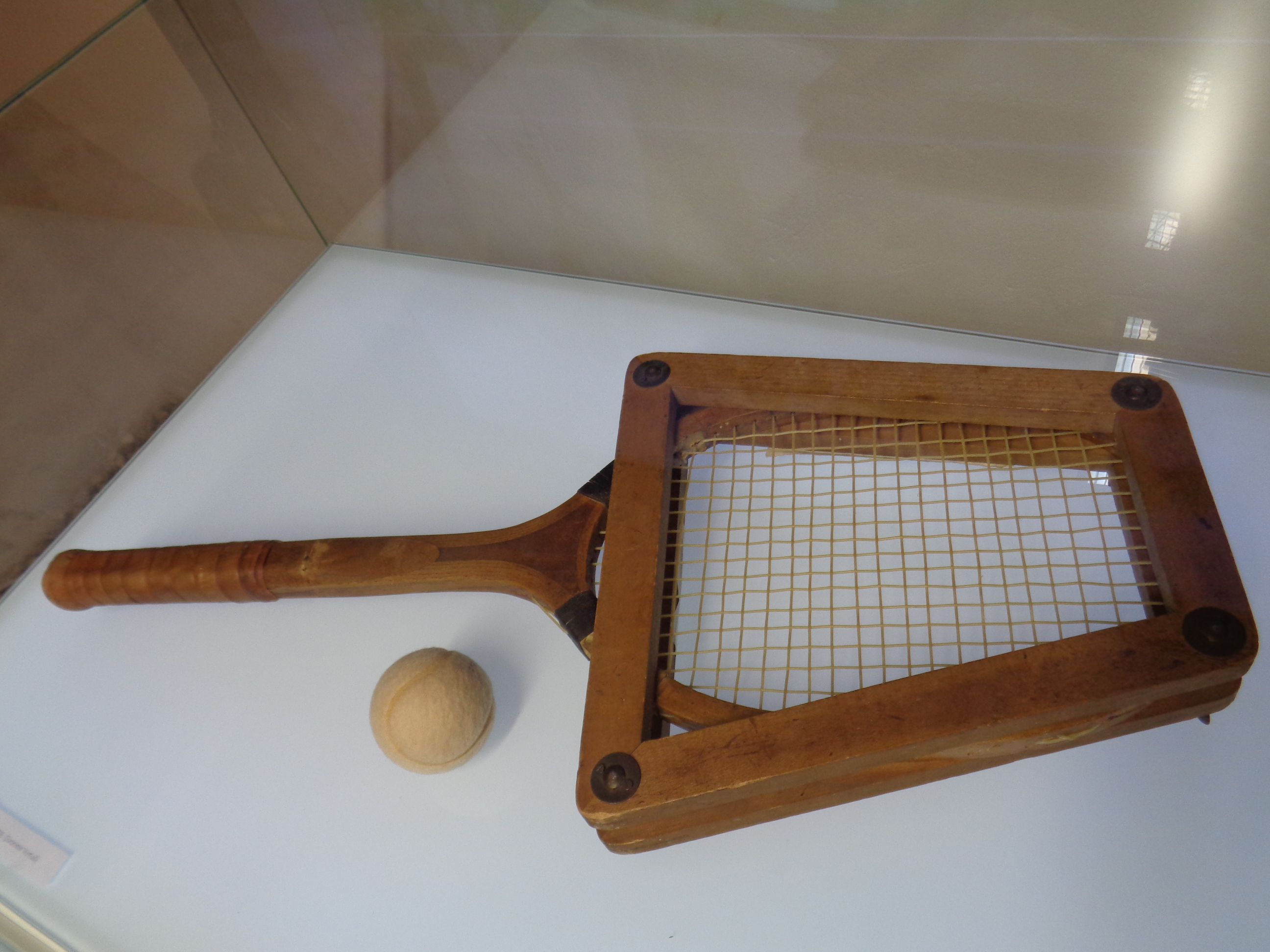
Tennisschläger von Franjo Punčec, einem kroatischen Tennisspieler aus den 30er Jahren.
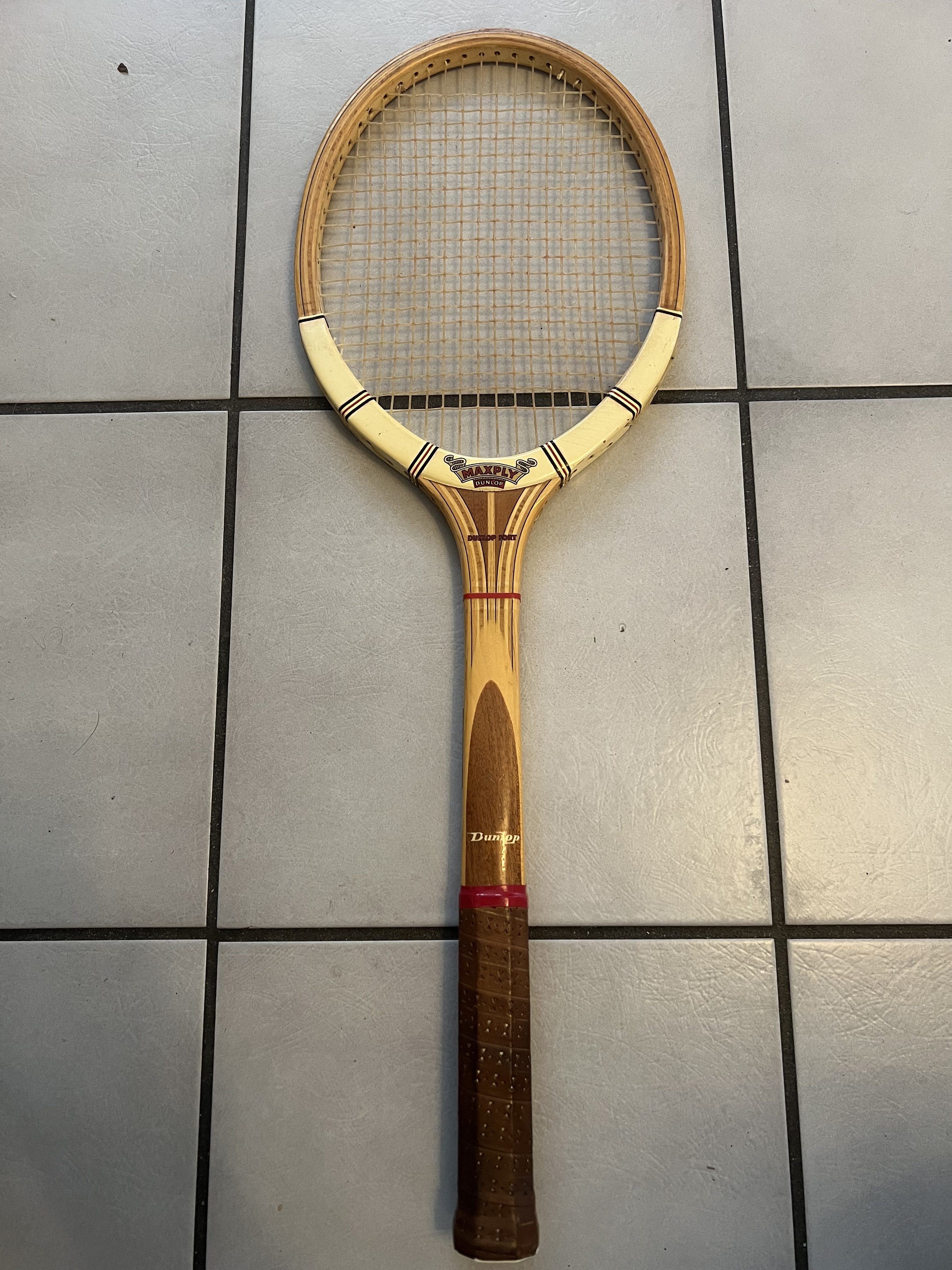
Dunlop Maxply Markteinführung 1932 in England; gespielt u. a. von Rod Laver, Virginia Wade und John McEnroe.
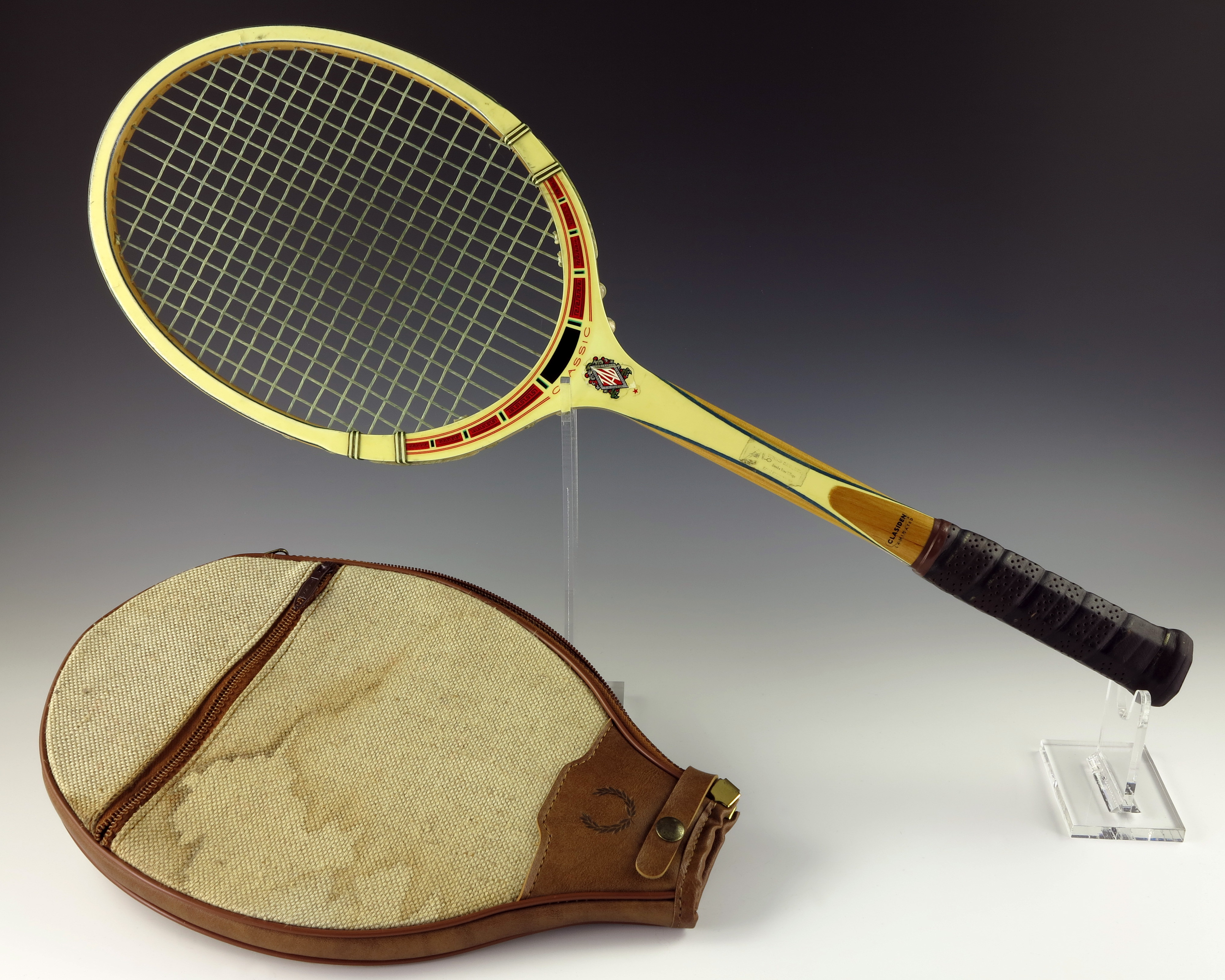
Tennisschläger aus Holz mit Tasche aus den 70er Jahren.
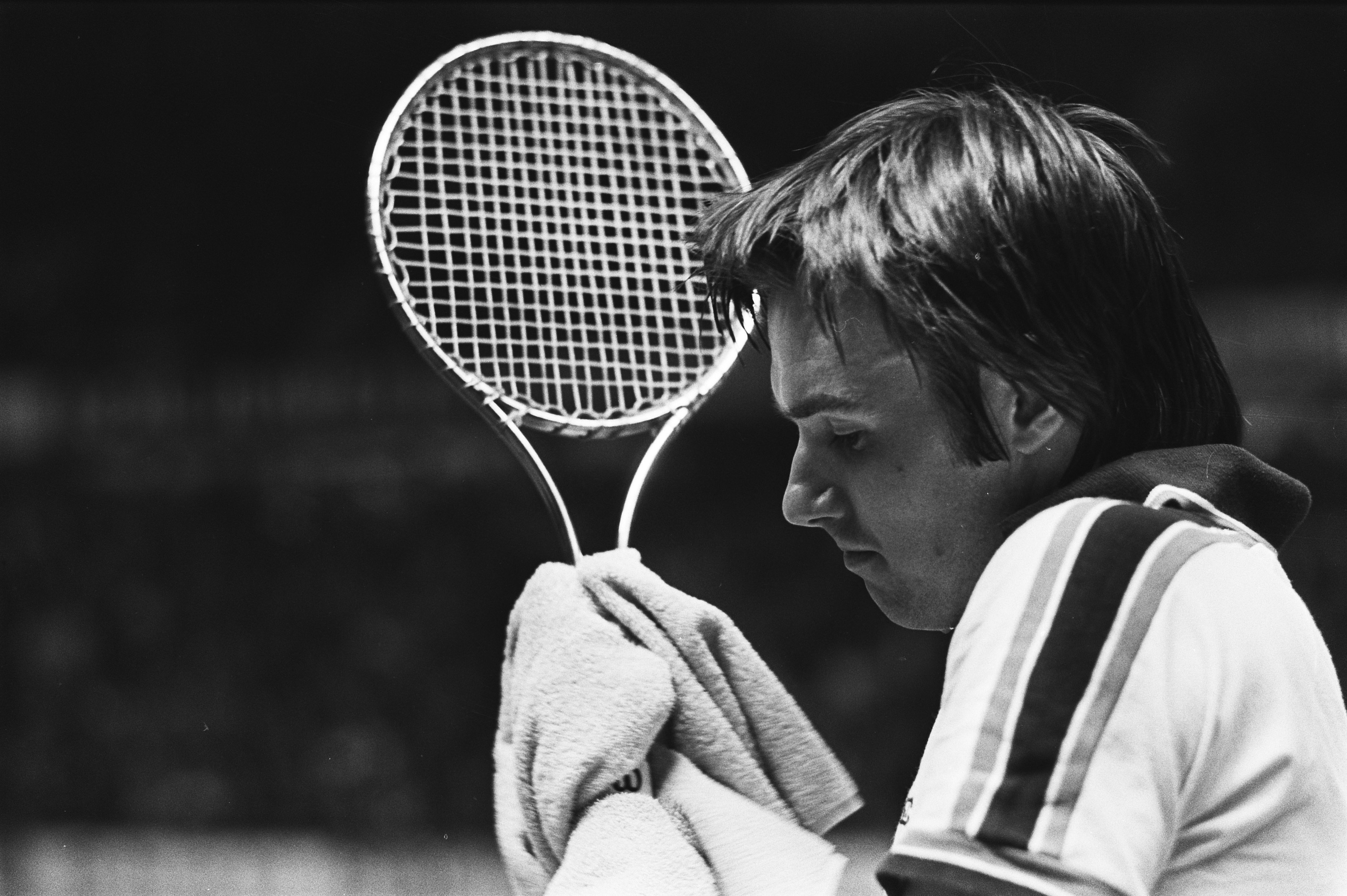
Jimmy Connors mit Aluminiumschläger, 1978.
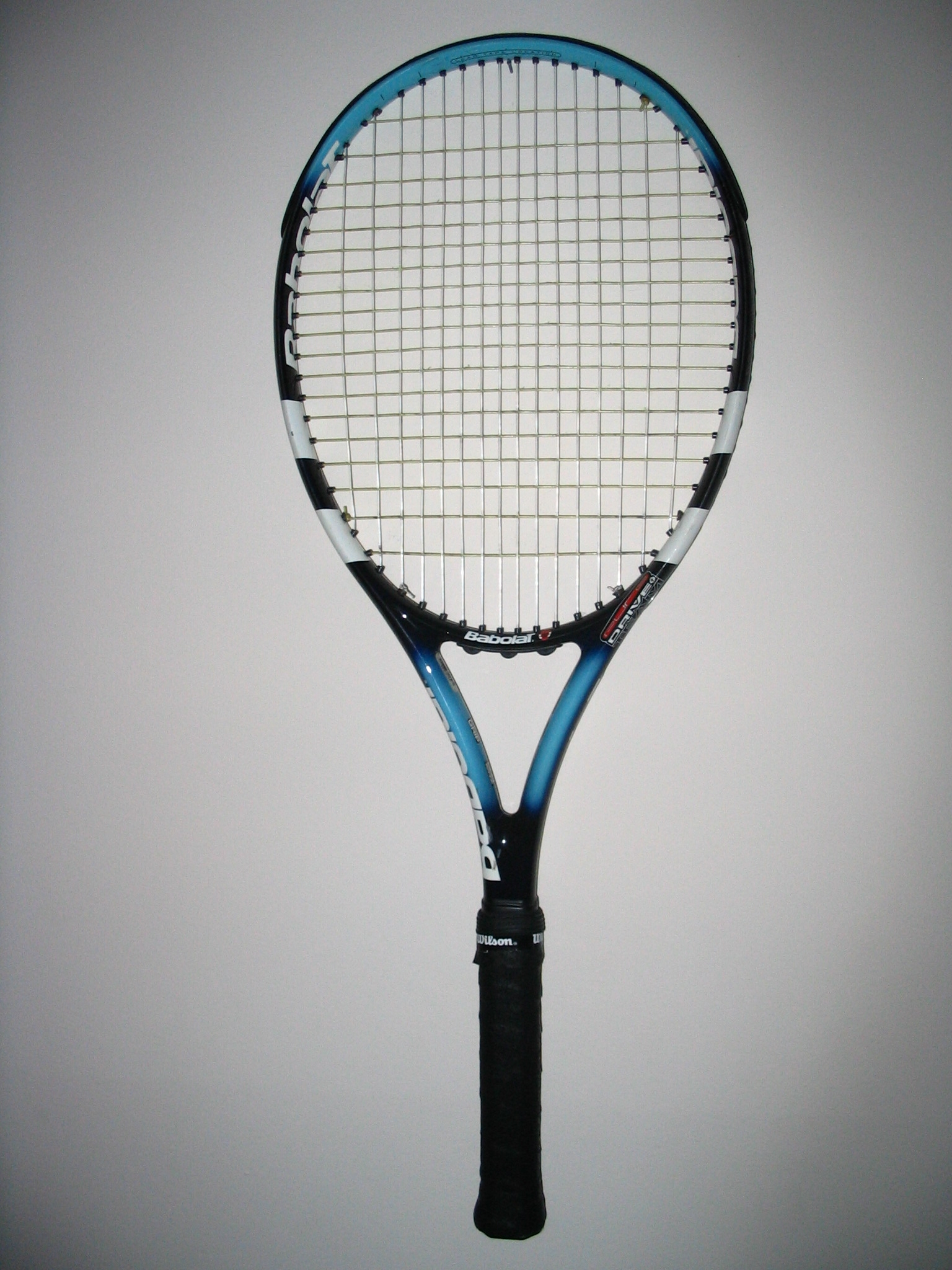
Kunststoffschläger, ca. 2015.

### Abmessung
Tennisschläger dürfen laut den ITF-Regeln eine Gesamtlänge von 73,7 cm (29 Zoll) nicht überschreiten, wobei die Standardlänge 68,6 cm (27 Zoll) beträgt. Die Breite ist auf 31,7 cm (12,5 Zoll) begrenzt. Mit Besaitung wiegt ein Tennisschläger zwischen 280 und 350 g. Für Kinder und Jugendliche gibt es entsprechend kürzere und leichtere Schläger, die je nach Körperlänge zwischen 43 und 68 cm lang sind. Kürzere Schläger werden auch im Blindentennis und Gehörlosentennis verwendet.
| Körperlänge | Schlägerlänge |
| ----------- | ------------- |
| ≤ 92 cm     | 43 cm         |
| 92–100 cm   | 46 cm         |
| 100–110 cm  | 49 cm         |
| 110–120 cm  | 53 cm         |
| 120–130 cm  | 58 cm         |
| 130–137 cm  | 63 cm         |
| 137–148 cm  | 66 cm         |

Im Laufe der Zeit vergrößerte sich die Schlagfläche durch Verwendung neuer Materialien im Rahmen.
Die unterschiedlichen Kopfgrößen werden häufig in vier Klassen eingeteilt:
- Midsize (< 97 sq inch / 625 cm²)
- Midplus (97–105 sq inch / 625–675 cm²)
- Oversize (106–115 sq inch / 680–740 cm²)
- Super Oversize (> 116 sq inch / 750 cm²)

Profispieler verwenden meistens Schläger mit kleineren Kopfgrößen, da mit ihnen eine bessere Ballkontrolle zu erreichen ist. Schläger mit sehr großer Fläche haben meistens viel Kraft, ideal für ungeübte Spieler, die ihre Schlagkraft nicht aus einer langen Ausholbewegung ziehen können.

## Schlagfläche
Die Schlagfläche besteht aus Saiten, die in den Rahmen gespannt werden und schachbrettartig angelegt sind. Es gibt verschiedene Arten von Tennissaiten, die sich in Material und Konstruktion unterscheiden. Die wichtigsten Typen sind:
- Naturdarmsaiten: Diese Saiten bieten das beste Gefühl, den höchsten Komfort und die beste Spannungsstabilität.
- Multifilamentsaiten: Diese Saiten bestehen aus vielen einzelnen Fasern und bieten ein weiches Spielgefühl und hohen Komfort.
- Polyestersaiten: Diese Saiten sind sehr haltbar und bieten hervorragende Kontrolle und Spin.
- Synthetikdarmsaiten: Diese Saiten bieten eine ausgewogene Leistung zu einem günstigeren Preis.
- Hybridsaiten: Bei dieser Bespannung werden zwei verschiedene Saitentypen kombiniert, etwa eine haltbare Saite (wie Polyester) für die Längssaiten und eine komfortablere Saite (wie Multifilament) für die Quersaiten oder eine Naturdarmsaite kombiniert mit einer Multifilamentsaite.

Die Saiten werden mittels einer Besaitungsmaschine in den Rahmen gesetzt. Für die Spieleigenschaften ist die Bespannungshärte ein entscheidender Faktor. Sie gibt an, mit wie viel Zugkraft die Saite auf den Schläger gespannt ist. Die Empfehlungen der Hersteller bewegen sich im Bereich von 22 bis 30 kp. Dabei werden Längssaiten manchmal härter bespannt als Quersaiten. Grundsätzlich gilt: Je härter der Schläger bespannt ist, desto mehr Ballkontrolle und desto weniger Kraft hat man im Schlag. Die Bespannungshärte bleibt nicht konstant, sondern lässt kontinuierlich nach. Innerhalb von zwei Wochen kann sie bereits um 2 kp nachlassen. Sie hängt auch von der Häufigkeit des Einsatzes des Tennisschlägers ab. Je nach Spielhäufigkeit sollte die Bespannung alle zwei bis vier Monate erneuert werden. 

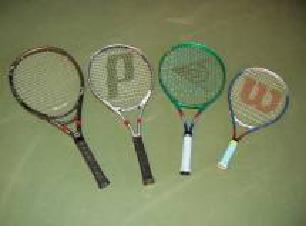
Hersteller-Logos auf den Tennissaiten

Um die Saite zu schützen, ist in der Regel von außen ein Ösenband aus Kunststoff in die Bohrungen des Rahmens gesteckt.
Wie die Längs- und Quersaiten im Schläger verlaufen und wo die Saite verknotet werden kann, wird als Besaitungsmuster oder Besaitungsbild bezeichnet. Auf den Webseiten der meisten Hersteller von Schlägern sind Abbildungen zu den verschiedenen Modellen verfügbar. Die Anzahl der Längs- und Querseiten wird auf manchen Schlägern direkt angegeben (z. B. 16×19 steht für 16 Längs- und 19 Querseiten).
Jede Schlagfläche hat einen Bereich, in dem sich mit maximaler Beschleunigung und Genauigkeit schlagen lässt, den sogenannten Sweetspot.
Häufig wird das Logo des Herstellers auf die Besaitung gesprüht.

## Schlägergriff
Den Schlägergriff gibt es in mehreren Formen und Umfängen. Um die Griffschale ist ein Griffband (Basicgrip) gewickelt, das sich der Hand anpasst und den Schweiß aufsaugt. Die meisten Tennisspieler benutzen zusätzlich ein Übergriffband (Overgrip), das regelmäßig ausgetauscht wird.
Es gibt sieben verschiedene Griffstärken, die den Umfang des Griffes darstellen. Die Griffstärke muss passend zur Größe der Hand ausgewählt werden. Als Faustregel gilt, dass man den Griff umgreift. Dabei soll der Zeigefinger der anderen Hand zwischen Handfläche und Fingerkuppe des Ringfingers passen. Alternativ misst man an der Schlaghand die Länge zwischen der Spitze des Ringfingers und der zweiten Handlinie. Der Wert ergibt den Umfang des Griffs.
| Griffstärke | Umfang | Umfang  |
| Griffstärke | in mm  | in Zoll |
| ----------- | ------ | ------- |
| L 1         | 105    | 4 1⁄8   |
| L 2         | 108    | 4 1⁄4   |
| L 3         | 111    | 4 3⁄8   |
| L 4         | 114    | 4 1⁄2   |
| L 5         | 118    | 4 5⁄8   |
| L 6         | 121    | 4 3⁄4   |
| L 7         | 124    | 4 7⁄8   |

## Balance
Je nach Lage des Schwerpunktes eines Schlägers unterscheidet man zwischen kopflastigen, ausgewogenen und grifflastigen Schlägern.
Die Balance lässt sich anpassen. Dafür sind spezielle Bleibänder erhältlich, die auf den Rahmen geklebt werden.